# Dvouplazi
Dvouplazi (Amphisbaenia) jsou nepočetným podřádem šupinatých plazů, je známo asi 180 druhů. Vyznačují se štíhlým tělem, končetiny jsou druhotně ztraceny, pouze čeleď Bipedidae má zachovaný přední pár. Žijí skrytě pod zemí, hlavu mají uzpůsobenou k hrabání. Tělní šupiny jsou uspořádány v prstencích a podobají se tak máloštětinatým červům. Odtud plyne i české pojmenování některých rodů – kroužkovec.
Mezi plazy byli kvůli podobnosti považováni za hady. Fylogenetické analýzy však ukazují, že jejich nejbližšími příbuznými jsou ještěrkovití. Mnozí zástupci s nimi sdílí i schopnost odvrhnout v nebezpečí konec svého ocasu. Živí se drobnými živočichy. Většina druhů je vejcorodých, jsou však známi i živorodí zástupci.
Je popsáno 6 recentních čeledí (české názvy dle BioLib):
- Amphisbaenidae Gray, 1865 – dvouplazovití (17 rodů)
- Bipedidae Taylor, 1951 – dvojnožkovití (1 rod)
- Blanidae Kearney & Stuart, 2004 (dříve součástí Amphisbaenidae) (1 rod)
- Cadeidae Vidal & Hedges, 2007 (1 rod)
- Rhineuridae Vanzolini, 1951 – zeměryjovití (1 rod)
- Trogonophidae Gray, 1865 – zeměplazovití (4 rody)

K vyhynulým čeledím patří Hyporhinidae Baur, 1893 či Oligodontosauridae Estes, 1975.